# Super-Jupiter
Als Super-Jupiter werden Exoplaneten mit mehr als einer Jupitermasse bezeichnet. Super-Jupiter können eine dickere Atmosphäre und deutlichere Nebelschleier als Jupiter haben. Durch ihre große Masse haben sie einen sehr dichten Kern.
Die Größe von Super-Jupitern ist nach oben begrenzt. Ab einer bestimmten Masse setzt die Fusion von Deuterium ein. Dann wird der Himmelskörper zum Braunen Zwerg. Die Grenze zur Deuteriumfusion liegt bei der rund 13-fachen Jupitermasse.
Ursprünglich für einen Super-Jupiter gehalten wurde Kappa Andromedae b, der jedoch inzwischen als Brauner Zwerg klassifiziert ist.